# Championnats d'Europe d'aviron 1894
Navigation
1893 1895
Les championnats d'Europe d'aviron 1894, deuxième édition des championnats d'Europe d'aviron, ont eu lieu le 15 septembre 1894 à Mâcon, en France.
Les courses ont été dominées par les bateaux français.

## Organisation

### Sélection de la ville hôte
Lors du précédent congrès de la FISA le 10 septembre 1893 (la veille des Championnats d'Europe d'aviron 1893), les délégués français demandent et obtiennent l’organisation de la compétition.

### Aspects économiques
L'organisation est porté par la Société des Régates Mâconnaises et particulièrement par son président honoraire, Albert Goyon. La Fédération française d'aviron via son président, Albert Lassus, et son secrétaire, Paul Maréchal, apportent leur soutien au club organisateur. Le budget est d'environ 30 000 francs français. Le budget est réunis grâce à une subvention municipale et une souscription ouverte auxquelles ont participé les notables de la ville. Le budget de l'organisation des Championnats d'Europe d'aviron 1893 avaient été de 20 000 francs français.

### Nations participantes
Il y a quatre délégations représentés : la France, l'Italie, la Belgique et l'Adriatique.

## Site de la compétition
Les courses ont lieu sur le bassin du club de Mâcon. Il s'agit d'un bassin de 2 km,. Le bassin est situé sur la Saône en amont de la ville. À cet endroit la rivière est large, plus 200 m et très profonde. L'arrivée est situé au niveau du quai du Breuil.
Les championnats de France 1894 d'aviron sont également organisés sur ce bassin.

## Déroulement

### Calendrier
En marge de la compétition, la FISA tient son troisième congrès à Mâcon. Neuf délégués représentant cinq fédérations sont présents,. Lors de cette réunion, les statuts de la Fédération internationale ainsi que le règlement des championnats d'Europe sont approuvés.

### Épreuves
Il y a quatre épreuves au programme : 
- Prix de la France : Quatre de pointe avec barreur (4+)
- Prix de Belgique : Skiff (1x)
- Prix de l'Adriatique : Deux de pointe avec barreur (2+)
- Prix de l'Italie : Huit de pointe avec barreur (8+)

### Récit de la compétition
Le 15 septembre 1894, le temps est « merveilleux ». On estime à 20 000 le nombre de spectateurs.
Dans la course de Deux de pointe avec barreur, il y a trois partants. Les frères, Auguste et Edouard Lescrauwaet, remporte la course devant l'Italie. La France a abandonné. Edouard Lescrauwaet avait remporté l'épreuve de skiff lors des Championnats d'Europe d'aviron 1893 au lac d'Orta.
Dans le course de Quatre de pointe avec barreur, il y a quatre bateaux participants. La France l'emporte. Le bateau français était dirigé et entraîné par le vétéran par Jules Demaré. Les Italiens de Turin ont bien résistés. Le bateau belge a abandonné.
Dans le skiff, il y a trois participants. Maurice Gresset se dégage après 500 m de course et s'impose facilement avec plus de six longueurs d'avance. Le bateau belge a abandonné.
Dans le Huit de pointe avec barreur , il y a trois bateaux participants. La France l'emporte après une « lutte acharnée » avec une demi-longueur d'avance. Le bateau belge a abandonné.

## Résultats
| Épreuves                       | Or | Or | Argent | Argent | Bronze | Bronze  |
| ------------------------------ | --- | -- | --- | ------ | --- | ------- |
| Skiff 1x                       | Maurice Gresset (FRA),                                                                                                 | ?  | Vittorio Leone (ITA) | ?      | Edouard Lescrauwaet (BEL) | Abandon |
| Deux de pointe avec barreur 2+ | Belgique Auguste Lescrauwaet Edouard Lescrauwaet                                                                       | ?  | Italie Vittorio Leone Federico Costa                                                                                                | ?      | France ? | Abandon |
| Quatre avec barreur 4+         | France Société Nautique de la Marne Jules Demaré Clément Dorlia Paul Cocuet Gabriel Sartori Barreur : ?                | ?  | Italie Luigi Rossi Giuseppe Gribaudi Ferruccio Somaglia Attilio Chiantore                                                           | ?      | Trieste Dante Sandinelli Ugo Bonazza Guido Calzabar Ermanno Girardelli                                                                                          | ?       |
| Huit 8+                        | France Jules Demaré Clément Dorlia Paul Cocuet Gabriel Sartori Émile Lepron Dupont Sablier Octave Bouttemy Barreur : ? | ?  | Italie Luigi Rossi Giuseppe Gribaudi Ferruccio Somaglia Augusto Lange Carlo Carbone Mario Ostorero Giovanni Lenti Attilio Chiantore | ?      | Belgique Louis Choisy Paul de Gottal Octave Schepens Léonce Roels Raymond Roels Gustave Brandes Prospère Bruggeman Victor De Bisschop van Hemelberghe (barreur) | Abandon |

## Tableau des médailles
| Rang  | Nation   | Or | Argent | Bronze | Total |
| ----- | -------- | -- | ------ | ------ | ----- |
| 1     | France   | 3  | 0      | 1      | 4     |
| 2     | Belgique | 1  | 0      | 2      | 3     |
| 3     | Italie   | 0  | 4      | 0      | 4     |
| 4     | Trieste  | 0  | 0      | 1      | 1     |
| Total | Total    | 4  | 4      | 4      | 12    |